# Euchone limicola
Euchone limicola är en ringmaskart som beskrevs av Reish 1959. Euchone limicola ingår i släktet Euchone och familjen Sabellidae. Inga underarter finns listade i Catalogue of Life.